# 白顶林鵙
白顶林鵙（学名：Eurocephalus anguitimens）是伯劳科林鵙属的一种。分布于安哥拉、博茨瓦纳、纳米比亚、南非和津巴布韦。其自然栖息地为亚热带或热带的干燥森林及干燥稀树草原。